# 傑克·科吉爾
傑克·科吉爾（英語：Jack Cowgill；1997年1月8日—）是一位英格蘭足球運動員。在場上的位置是後衛。他現在效力於英格蘭足球甲級聯賽球隊巴恩斯利足球俱樂部。

## 外部連結
- 足球数据库：傑克·科吉爾的球员统计数据